# فروش پشت‌ماشینی

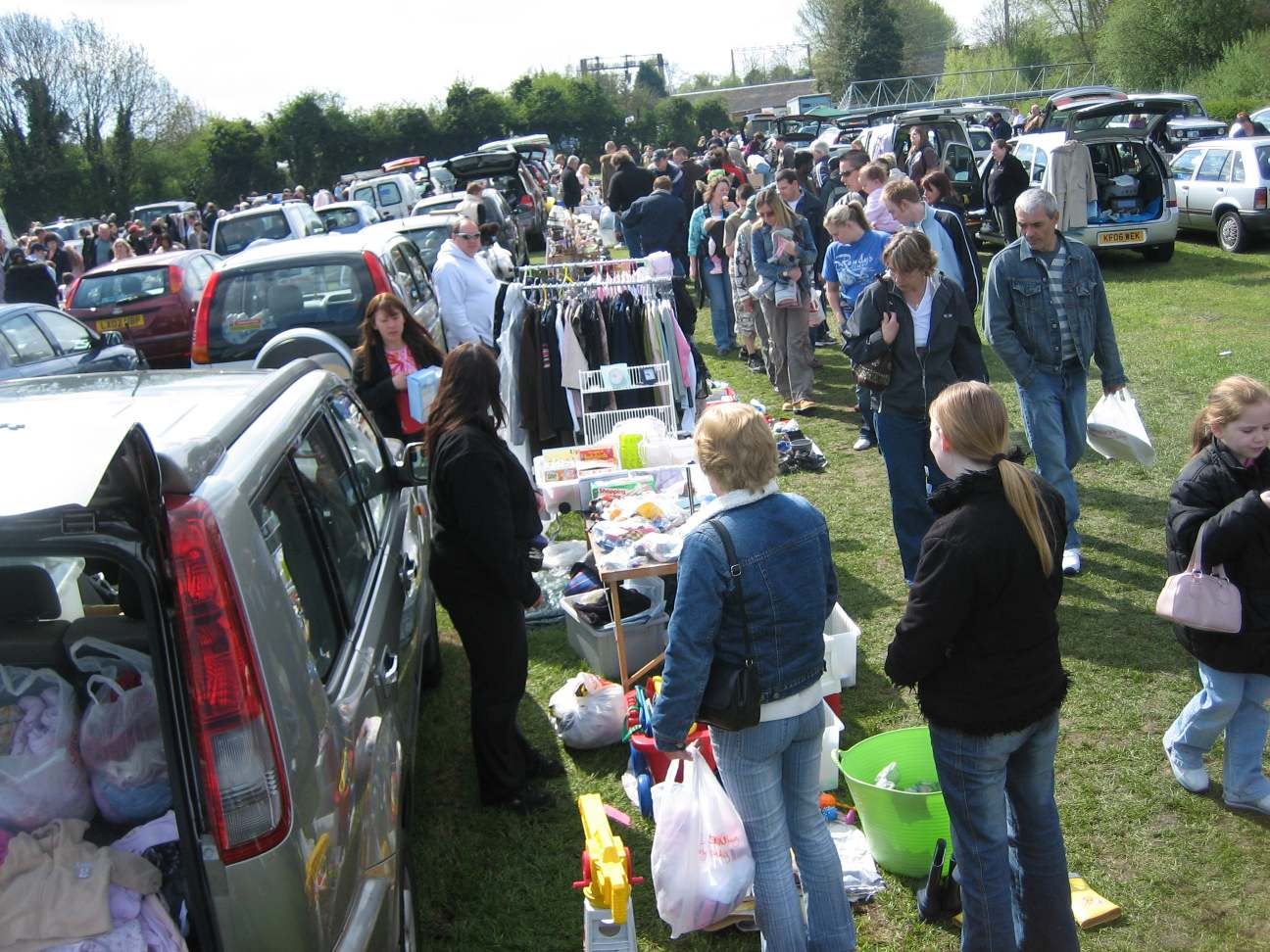
فروش پشت خودرو در Hertfordshire

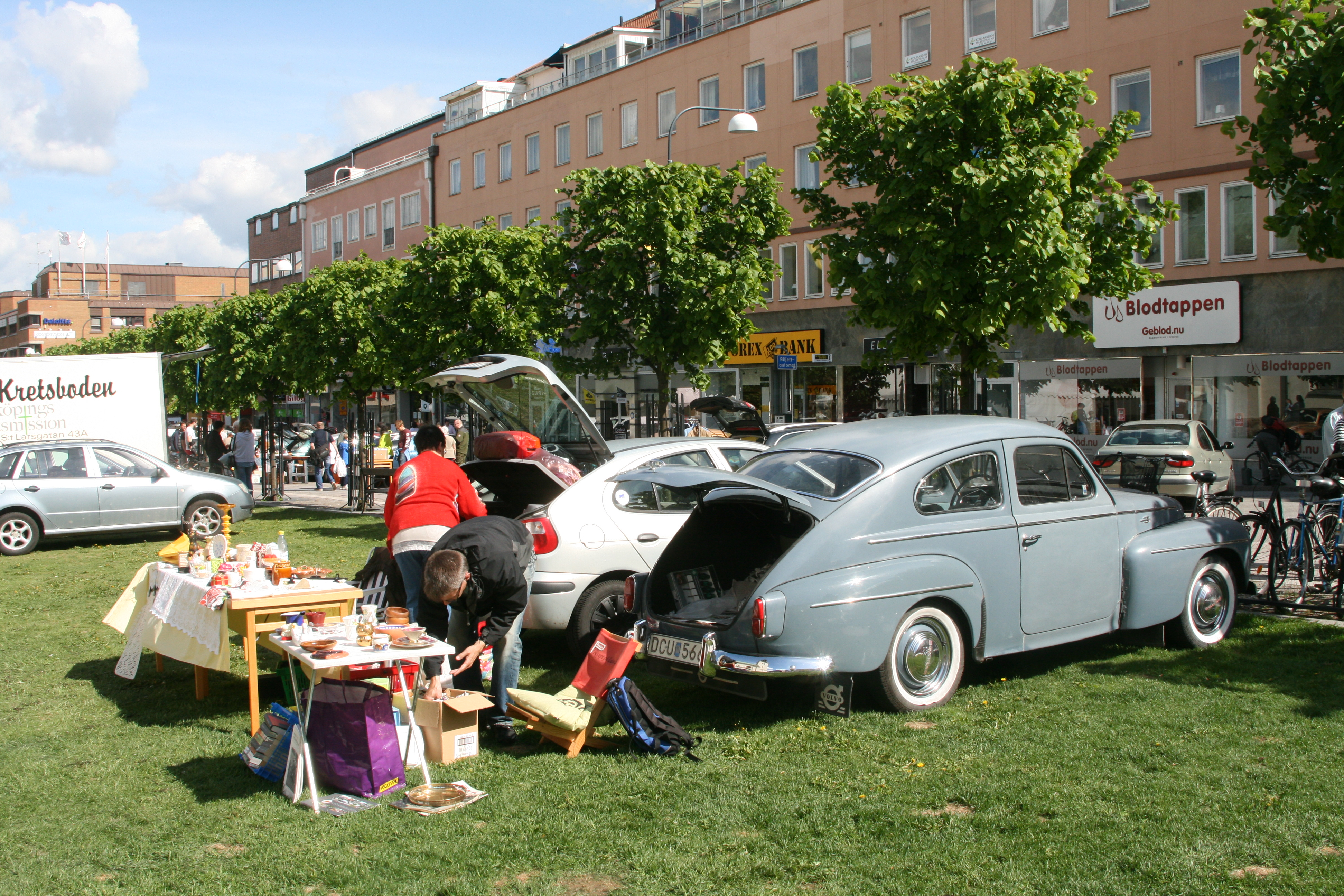
فروش پشت ماشینی در سوئد

فروش پشت ماشینی (نیز: فروش صندوقی، نمایشگاه پشت ماشین، فروش صندوق خودرو و مانند آن) به شیوه‌ای از بازار خرید و فروش کالا گفته می‌شود که در آن افراد برای فروش لوازم خانگی و کالاهای باغی و کشاورزی گرد هم می‌آیند. در انگلستان این شیوه غیررسمی خرید و فروش کالا محبوبیت دارد و گاه به آن «صندوق خودرو» می‌گویند.
این اصطلاح اشاره به فروش اقلام از صندوق خودرو دارد. اگر چه بخش کوچکی از فروشندگان، افراد حرفه‌ای هستند اما اغلب فروشندگان، افراد عادی و دارای شغل‌های دیگر هستند و کالاهایی که می‌فروشند عمدتاً کالای دست دوم متعلق به خودشان است. به طور کلی فروش اتومبیلی در ماه‌های تابستان رونق بیشتری دارد.

## مکان
فروش صندوق اتومبیلی در مکان‌های مختلف از جمله محوطه مدارس و دیگر ساختمان‌های عمومی یا در زمین‌های چمن یا پارکینگ‌های عمومی برگزار می‌شوند. عمدتاً روزهای آخر هفته زمان برپایی چنین نمایشگاه‌هایی است. فروشندگان عمدتاً هزینه اندکی برای فضایی که اشغال می‌کنند یا برای حمل کالاهایشان به محل می‌پردازند.

## فروش آنلاین صندوقی
در سال‌های اخیر سایتهایی با عنوان فروش صندوق خودرویی ایجاد شده‌اند که در فصل زمستان بیشتر مورد توجه قرار می‌گیرند.

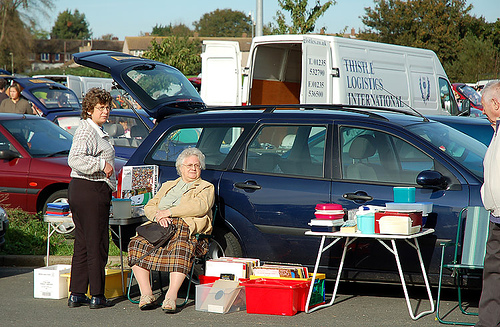
فروش از صندوق خودرو در سال ۲۰۱۱